# 1972 v loďstvech
Tento článek obsahuje významné události v oblasti loďstev v roce 1972.

## Lodě vstoupivší do služby
- 8. ledna –  USS Stein (FF-1065) – fregata třídy Knox[1]

- 18. března –  USS McCandless (FF-1084) – fregata třídy Knox[2]

- 15. dubna –  USS Drum (SSN-677) – ponorka třídy Sturgeon

- 5. května –  USS Silversides (SSN-679) – ponorka třídy Sturgeon

- 6. května –  USS Bagley (FF-1069) – fregata třídy Knox[3]

- 28. května –  HMS Apollo (F70) – fregata Typu 12I Leander

- 3. června –  Nilgiri (F-33) – fregata stejnojmenné třídy

- 19. června –  LÉ Deirdre (P20) – oceánská hlídková loď

- 8. července –  USS Brewton (FF-1086) – fregata třídy Knox[4]

- 22. července –  USS Donald B. Beary (FF-1085) – fregata třídy Knox[5]

- 8. srpna –  Mangro (S-133) – ponorka třídy Daphné

- 1. září –  USS Batfish (SSN-681) – ponorka třídy Sturgeon

- 9. září –  USS Guitarro (SSN-665) – ponorka třídy Sturgeon

- 9. září –  USS Kirk (FF-1087) – fregata třídy Knox[6]

- 23. září –  USS Robert E. Peary (FF-1073) – fregata třídy Knox[7]

- 11. listopadu –  USS Barbey (FF-1088) – fregata třídy Knox[8]

- 16. listopadu –  Audace (D 551) – torpédoborec třídy Audace

- 27. listopadu –  Acumi (LST-4101) – tanková výsadková loď třídy Acumi

- 5. prosince –  Ardito (D 550) – torpédoborec třídy Audace